# Otto Theuerkorn
Alfred Otto Theuerkorn (* 11. Januar 1843 in Leipzig; † 16. Juli 1899 in Chemnitz) war ein deutscher Politiker und Abgeordneter des Sächsischen Landtags für die Deutschsoziale Partei.

## Leben
Alfred Otto Theuerkorn wurde als dritter Sohn des Getreidehändlers Johann Christian Carl Theuerkorn (* 7. Dezember 1800 in Giebichenstein bei Halle; † 5. September 1879 in Cröbern bei Gaschwitz) und dessen Ehefrau Christiane Friederike Auguste geborene Gasch (* 2. Dezember 1809 in Dresden; † 5. April 1891 in Chemnitz) geboren.
Von 1860 bis 1861 war er an der Königlichen Werkmeisterschule in Chemnitz immatrikuliert. Diese schloss er erfolgreich ab und arbeitete in Chemnitz als "Civil-Ingenieur" und Patentanwalt. Seit mindestens 1884 bot er als Privatgelehrter eine Vorschule zur Gewerbe-, Baumeister- und Werkmeisterschule an. Von 1894 bis 1897 war er unbesoldeter Stadtrat seiner Heimatstadt Chemnitz und von 1893 bis 1897 vertrat Theuerkorn während zwei Wahlperioden den Wahlbezirk Chemnitz 1 in der II. Kammer des Sächsischen Landtags.
In seiner Freizeit spielte er gerne Schach. Otto Theuerkorn war Vorsitzender des Erzgebirgisch-Vogtländischen Schachbundes (EVS) und des Chemnitzer Schachclubs "Anderssen".